# 仙台スカイキャンドル
仙台スカイキャンドル(せんだいスカイキャンドル)とは、宮城県仙台市太白区にある仙台放送の鉄塔の2012年6月から開始した東日本大震災の鎮魂と復興への願いを込め開局50周年を記念して一新したライトアップである。

## 概要
大空に伸びる鉄塔を「燭台」に、先端の赤いアンテナを「ともしび」に見立て、地域を照らす「希望のともしび」をイメージした。日没後はLED照明でライトアップし、様々な色とバリエーションで仙台の夜の街に彩りを与える。LEDの使用で、消費電力は従来の約20％と省エネに大きく貢献している

### 位置
北緯38度14分16秒、東経140度52分23秒
海抜116m

### 住所
仙台市太白区茂ヶ崎3丁目12-1

### 建設
昭和37年（1962年）

### 鉄塔形式
自立式4角鉄塔 147.7m（最頂部）

### アンテナ形式
デジタルTV放送 4ダイポール7段4面
モバキャス 12段スーパーターンスタイル
エフエム放送 双ループ4段4面

### デジタルTV放送開局
平成17年（2005年）12月1日
送信チャンネル21ch（リモコン8ch）

### ライトアップ
LED器具108台 消費電力12kw（全点灯時）

### 運用開始
平成24年（2012年）6月